# Villers-lès-Nancy
Villers-lès-Nancy ist eine französische Gemeinde mit 14.938 Einwohnern (Stand 1. Januar 2022) im Département Meurthe-et-Moselle in der Region Grand Est (bis 2015 Lothringen). Sie gehört zum Arrondissement Nancy und zum Kanton Laxou.

## Geografie
Villers-lès-Nancy liegt im Ballungszentrum südwestlich von Nancy. Nachbargemeinden sind  Laxou im Norden, Nancy im Nordosten, Vandœuvre-lès-Nancy im Südosten, Chavigny im Süden und Chaligny im Westen.

## Bevölkerungsentwicklung
| Jahr      | 1962 | 1968 | 1975   | 1982   | 1990   | 1999   | 2006   | 2019   |
| Einwohner | 5956 | 7811 | 14.084 | 16.120 | 16.515 | 15.694 | 15.075 | 14.525 |

## Städtepartnerschaft
- Oerlinghausen in Nordrhein-Westfalen, Deutschland